# Le Pape de Greenwich Village
Pour plus de détails, voir Fiche technique et Distribution.
Le Pape de Greenwich Village (The Pope of Greenwich Village) est un film américain réalisé par Stuart Rosenberg, sorti en 1984.

## Synopsis
L'action se déroule dans un quartier italien de Greenwich Village, à New York. Charlie, qui travaille comme maître d'hôtel, est le cousin de Paulie, serveur et magouilleur à la petite semaine. Ils sont tous deux licenciés à la suite d'un vol commis par Paulie. Désormais sans travail, Charlie tente de trouver de l'argent pour subsister et pour ouvrir son propre restaurant. Paulie a l'idée de dévaliser le coffre fort d'une petite entreprise, et parvient à convaincre son cousin de participer à l'opération.  
Avec l'aide d'un spécialiste des cambriolages, ils parviennent à dérober l'argent, mais l'opération tourne mal et provoque la mort accidentelle d'un officier de police. Charlie et Paulie découvrent en outre que les 150 000 dollars volés appartiennent à un gangster, Eddie « la punaise », qui voulait utiliser cet argent pour corrompre la police locale.  
Eddie découvre bientôt que Paulie est responsable du vol. 

## Fiche technique
- Titre : Le Pape de Greenwich Village
- Titre original : The Pope of Greenwich Village
- Réalisateur : Stuart Rosenberg
- Scénario : Vincent Patrick d'après son roman
- Photographie : John Bailey
- Montage : Robert Brown
- Musique : Dave Grusin
- Décors : George DeTitta Sr.
- Costumes : Joseph G. Aulisi
- Producteurs : Gene Kirkwood et Hawk Koch (en)
- Société de production : United Artists
- Société de distribution : Metro-Goldwyn-Mayer
- Pays de production :  États-Unis
- Langue : Anglais
- Budget : 8 000 000 dollars
- Format : Couleur (Metrocolor) — 35 mm — 1,85:1 — Son : Mono
- Genre : Comédie dramatique, film de gangsters, action
- Durée : 121 minutes
- Date de sortie : 
  - États-Unis : 22 juin 1984

## Distribution
- Mickey Rourke (VF : Richard Darbois) : Charlie
- Eric Roberts (VF : Dominique Collignon-Maurin) : Paulie
- Daryl Hannah (VF : Maïk Darah) : Diane
- Kenneth McMillan (VF : Jacques Dynam) : Barney
- Burt Young (VF : Claude Joseph) : Eddie « la punaise »
- Tony Musante (VF : Marc De Georgi) : Pete
- M. Emmet Walsh (VF : William Sabatier) : Burns
- Jack Kehoe (VF : Jean-Pierre Leroux) : Bunky
- Thomas A. Carlin : Walsh
- Geraldine Page : Mme Ritter
- Philip Bosco (VF : Henry Djanik) : Le père de Paulie
- Val Avery (VF : Jean Violette) : Nunzi
- Joe Grifasi (VF : Jacques Ebner) : Jimmy
- John Finn (VF : Mario Santini) : Ginty
- Tony DiBenedetto (VF : Jacques Deschamps) : Ronnie
- Tony Lip : Frankie
- Linda Ipanema (VF : Anie Balestra) : Cooky
- Ronald Maccone (VF : Georges Atlas) : Nicky
- Betty Miller (VF : Jacqueline Cohen) : Nora
- Leonard Termo : Fat Waldo
- Marty Brill: Mel

## Récompenses et distinctions

### Nominations
- Geraldine Page obtient une nomination aux Oscars du cinéma 1985 comme meilleure actrice pour un second rôle.

## À noter
- Bien avant Heat, ce film avait pour postulat de réunir à l'écran les acteurs Al Pacino et Robert De Niro dans le rôle des 2 cousins.